# Rhantus simulans
Rhantus simulans är en skalbaggsart som beskrevs av Régimbart 1908. Rhantus simulans ingår i släktet Rhantus och familjen dykare. Inga underarter finns listade i Catalogue of Life.